# Museo de Navarra
Museo de Navarra – regionalne muzeum mieszczące się w Pampelunie w prowincji Nawarra.
Początki kolekcji to eksponaty zebrane przez prowincjonalną komisję (Comisión de Monumentos Históricos y Artísticos de Navarra) w 1844, w celu ochrony dziedzictwa kulturowego Nawarry. Muzeum otwarto dla publiczności w 1910, z siedzibą w budynku Izby Obrachunkowej (Cámara de Comptos de Navarra) w Pampelunie. Od 1956 muzeum znajduje się w miejscu dawnego szpitala Nuestra Señora de la Misericordia założonego w XVI w., z którego zachowała się jedynie fasada i wnętrze kaplicy. W 1990 roku, po całkowitej przebudowie, muzeum zostało ponownie otwarte, a w 2011 ponownie otworzono salę prehistorii.